# جشنواره بین‌المللی فیلم فلاندرز
جشنواره بین‌المللی فیلم فلاندرز ( جشنواره بین المللی فیلم خنت ) (انگلیسی: Flanders International Film Festival Ghent) جشنواره‌ای بین‌المللی است که در سال ۱۹۷۴ پایه‌گذاری شد و هرساله از ۱۰ تا ۱۲ اکتبر برگزار خواهد شد و یکی از جشنواره‌های شناخته شده در اروپا محسوب
می شود.این جشنواره در توجه ویژه به موسیقی فیلم مشهور است.
فیلم فست خنت یک جشنواره بین المللی فیلم سالانه در خنت است. این جشنواره اولین دوره خود را در سال 1974 برگزار کرد (در آن زمان با نام "رویداد بین المللی فیلم خنت") و از آن زمان به بزرگترین جشنواره فیلم بلژیک با بیش از 100000 بازدید کننده سالانه تبدیل شده است. برای دهه‌ها، فیلم فست خنت بر موسیقی فیلم متمرکز بوده و آن را به یک جشنواره فیلم منحصر به فرد در تقویم تبدیل کرده است. از سال 2001، جوایز جهانی موسیقی متن، مجموعه‌ای از جوایز برای بهترین موسیقی‌های فیلم و تلویزیون برگزار می‌شود. این جشنواره هر سال در ماه اکتبر برگزار می شود و طیف وسیعی از عناوین متقاطع بهتر و مخاطب پسند گرفته تا سینمای جسورانه ای را که جرات پرسیدن سوالات دشوار اما فوری را دارد، برنامه ریزی می کند. هیئت داوران بین المللی جایزه بزرگ بهترین فیلم و جایزه ژرژ دلرو را برای بهترین موسیقی متن یا طراحی صدا اهدا می کند. علاوه بر مسابقه رسمی، بخش‌های جشنواره متعددی مانند سینمای جهانی، فیلم‌های کوتاه، یک بخش گذشته‌نگر پر از آثار کلاسیک و یک فوکوس سالانه وجود دارد. از سال 2000 تا 2018 یک مسابقه فیلم کوتاه اروپایی برگزار شد. در سال 2019، ژانر فیلم کوتاه دوباره مورد توجه قرار گرفت و این رقابت با جایزه بین المللی فیلم کوتاه به عنوان جایزه اصلی به یک مسابقه بین المللی برای کل جهان تبدیل شد.
- چشم انداز

فیلم Fest Ghent با یکپارچگی و استقلال و رویکردی انتقادی، برنامه‌ای موضوعی و متنوع می‌سازد، که عمدتاً شامل (در بلژیک) فیلم‌های توزیع‌نشده و نمایش‌های پیشرو است تا به فیلم‌های برجسته، تبلیغاتی بدهد که شایسته آن هستند. این جشنواره با تمرکز بر هنر موسیقی فیلم، شاخه ای از صنعت فیلم را که اغلب دست کم گرفته شده و حتی نادیده گرفته می شود، مورد توجه قرار می دهد. این جشنواره کنسرت های منحصر به فردی را برگزار می کند که در آن موسیقی فیلم اجازه دارد نقش قهرمان داستان را ایفا کند. در برخی از بخش های برنامه فیلم، موسیقی و طراحی صدا در جلو و مرکز قرار دارند. در انجام این کار، فیلم Fest Ghent بر اهمیت موسیقی به عنوان یک شخصیت تروازی تاکید می کند.
فیلم فست گنت به قدرت و تاثیر هنر فیلم ها و سینماتحریرها بر جامعه اعتقاد دارد، به همین دلیل این جشنواره حمایت می کند:
    گسترش فرهنگ فیلم به مخاطبان گسترده و متنوع
    استعدادهای فیلم و موسیقی فیلم با اعطای یک پلتفرم و یک برنامه صنعتی به آنها
    سواد بصری و رسانه ای در تمام سنین
فیلم جشنواره خنت می خواهد جایگاه هنر هفتم را تقویت کند و از تبلیغات همه ژانرها حمایت می کند. جشنواره فیلم را رسانه ای از احساسات صمیمانه می داند. رسانه ای که غافلگیر می کند، سوال می کند، چشم ها را باز می کند و پاسخ احساسی را برمی انگیزد. رسانه ای که با جهان گفتگو می کند و می تواند به عنوان یک فراخوان عمل کند.

## تاریخچه

### سالهای اولیه
با نام "Het Eerste Internationaal Filmgebeuren van Gent" (یا "اولین رویداد بین المللی فیلم خنت")، اولین "Film Fest Ghent" از 25 تا 31 ژانویه 1974 برگزار شد. مدیر استودیو اسکوپ و دیرک دی مایر از باشگاه فیلم دانشگاه. هدف آنها برنامه‌ریزی فیلم‌هایی بود که به دلیل محتوا و سبکشان در سینماهای معمولی فرصت پیدا نمی‌کردند. اولین نسخه در مقیاس کوچک حدود بیست عنوان در منو داشت و در استودیو اسکوپ و در کاپیتول نمایش داده شد. این برنامه شامل سولاریس ساخته آندری تارکوفسکی و باد زمستان ساخته میکلوش یانچسو بود، فیلم هایی که برانگیخته، نوآوری می کنند و نور متفاوتی را به آنچه سینما می تواند باشد می افکند. به این ترتیب، این رویداد نام های جدیدی را معرفی کرد و علاقه به سینمای هنری را برانگیخت.

تا سال 1978، «Het International Filmgebeuren van Gent» به جشنواره‌ای تبدیل شد که حدود 50 فیلم در بخش‌های مختلف ارائه می‌کرد. به تدریج به آموزش فیلم و پیشنهاد جشنواره ای که برای مخاطبان مختلف جذابیت داشت، بیشتر و بیشتر شد. در طول جشنواره 1978، سینماگران می‌توانستند در میان فیلم‌های نویسندگانی مانند لوئیس بونوئل، راینر ورنر فاسبیندر، برناردو برتولوچی و آلخاندرو جودوروکسی چیزی به دلخواه خود بیابند.
- بین المللی شدن و تاثیر موسیقی فیلم

تحت تأثیر ژاک دوبرول، جشنواره به لطف بین المللی شدن بیشتر و فهرست مهمانان چشمگیر، رونق گرفت. از جمله پادشاه هو، ماکسیمیلیان شل و برتراند تاورنیه از گنت بازدید کردند. این برنامه به حدود 100 فیلم گسترش یافت. بنابراین، مدرن‌سازی جشنواره، مخاطبان و پیشنهادات بسیار گسترده‌تری را تضمین کرد. در سال 1983، نام به «Internationalaal Filmgebeuren van Vlaanderen-Ghent» یا «رویداد بین‌المللی فیلم فلاندر-گنت» تغییر یافت.
سال 1985 آغاز توسعه گسترده جشنواره فیلم است. هم از نظر سازمانی و هم از نظر مالی، جشنواره پیشرفت چشمگیری داشت. موسیقی فیلم به طور فزاینده ای مورد توجه قرار گرفت. در سال 1985، رویداد بین المللی فیلم فلاندر-گنت برای اولین بار یک مسابقه بین المللی با هیئت داوران ترتیب داد. آندره دلوو، مایکل وایت، سایمون هیورث، آلن پیر و لوک دیکر اعضای هیئت داوران اول بودند. موضوع اصلی مسابقه «تاثیر موسیقی بر فیلم» بود، موضوعی که در دستور کار اصلی هیچ جشنواره فیلم دیگری در جهان نبود. علاوه بر مسابقه، جشنواره همچنین تصمیم گرفت نمایش فیلم صامت را با موسیقی جدید اجرا شده که به صورت زنده اجرا می شد برگزار کند. یکی از نکات برجسته اجرای موسیقی جدید توسط ژرژ دلرو برای کازانووا روسی (1927) در سال 1987 بود. دلرو این اثر را خودش در یک اپرای مملو از تماشاگر رهبری کرد. در همان سال انیو موریکونه کنسرتی را در کویپکه در شهر گنت برگزار کرد. بدین ترتیب جشنواره فیلم به نامی تثبیت شده در مدار موسیقی فیلم تبدیل شد. دیگر آهنگسازان مشهور بین المللی مانند ژان کلود پتی، نیکولا پیوانی، پیر رابن، استنلی مایرز، کارل دیویس، بروس بروتون و مایکل نایمن نیز برای اجرای آثار خود در این جشنواره حضور داشتند.
- فیلم کوتاه و دهه جدید

جشنواره بین المللی فیلم فلاندر-گنت هزاره جدید را با افزایش علاقه به ژانر فیلم کوتاه آغاز کرد. در سال 2000، تماشاگران از اولین مسابقه فیلم کوتاه اروپایی لذت بردند. بعداً، در سال 2019، جشنواره رقابت را برای فیلم‌های کوتاه از سراسر جهان باز کرد و به فیلم‌های کوتاه توجه کاملی را که شایسته آن است، داد.
در سال 2000، هانس زیمر، آهنگساز مشهور جهانی، متقاعد شد که برای اولین اجرای زنده موسیقی فیلم های خود، که در حضور مورگان فریمن و لیزا جرارد برگزار شد، به گنت بیاید. نیاز به ایجاد تمام تماس بین آهنگسازان، نوازندگان و عواملی که هر سال در جشنواره شرکت می کنند در یک ساختار ثابت بزرگتر شد. به همین دلیل است که جشنواره (به رهبری ژاک دوبرول، هماهنگ کننده پروژه های موسیقی ماریان پونه و رهبر ارکستر فیلارمونیک بروکسل، دیرک بروس) آکادمی موسیقی متن جهانی را در سال 2001 راه اندازی کرد. در طول نسخه 2001، WSA اولین جوایز موسیقی متن جهانی را ارائه کرد. کسی جز جان ویلیامز افسانه ای اولین آهنگساز فیلم سال را دریافت نکرد.
در دهه 2000 نیز مهمانان برجسته زیادی در جشنواره فیلم حضور داشتند، از جمله ژان رنو، ژولیت بینوش، ژان مورو، بلر آندروود، موریس ژار، پل ورهوفن، دارن آرونوفسکی، تام تایکور و عباس کیارستمی.

## برندگان جایزه

### جایزه بزرگ بهترین فیلم
| سال  | برنده                                                   | کارگردان                   | کشور                         |
| ---- | ------------------------------------------------------- | -------------------------- | ---------------------------- |
| ۲۰۰۰ | عشق سگی                                                 | آلخاندرو گونزالز اینیاریتو | مکزیک                        |
| ۲۰۰۱ | Atanarjuat: The Fast Runner                             | زاکارایاس کونک             | کانادا                       |
| ۲۰۰۲ | مرد بدون گذشته                                          | آکی کوریسماکی              | فنلاند                       |
| ۲۰۰۳ | در آمریکا                                               | جیم شریدان                 | ایرلند                       |
| ۲۰۰۴ | Nobody Knows (Dare mo shiranai)                         | هیروکازو کورئیدا           | ژاپن                         |
| ۲۰۰۵ | سه تدفین ملکیادس استرادا                                | تامی لی جونز               | ایالات متحده آمریکا / فرانسه |
| ۲۰۰۶ | Ten Canoes                                              | رالف ده هیر                | استرالیا                     |
| ۲۰۰۷ | جاعلان (فیلم)                                           | اشتفان روزویتسکی           | اتریش / آلمان                |
| ۲۰۰۸ | The Market: A Tale of Trade (Pazar: Bir Ticaret Masalı) | بن هاپکینز                 | ترکیه / آلمان                |
| ۲۰۰۹ | چشمان کاملاً باز                                         | Haim Tabakman              | اسرائیل                      |
| ۲۰۱۰ | When We Leave (Die Fremde)                              | Feo Aladag                 | آلمان                        |
| ۲۰۱۱ | النا (فیلم)                                             | آندری زویاگینتسف           | روسیه                        |
| ۲۰۱۲ | Tabu                                                    | Miguel Gomes               | پرتغال                       |
| ۲۰۱۳ | The Selfish Giant                                       | Clio Barnard               | بریتانیا                     |
| ۲۰۱۴ | Gente de bien                                           | Franco Lolli               | کلمبیا                       |

### برگزیده مخاطبین "درگاه گنت
| سال  | برنده | کارگردان        | کشور     |
| ---- | ----- | --------------- | -------- |
| ۲۰۱۴ | غرور  | Matthew Warchus | بریتانیا |